# Газган
Газган (узб. Ғозғон, G'ozg'on) — місто обласного значення в Узбекистані в Навоїйській області. Розташоване за 76 км від залізничної станції Навої. Населення — 5,9 тис. осіб (2004).
Виникло в 1930-их роках при мармуровому родовищі. Статус смт з 1975 року, статус міста — з 2019 року.
Поруч із селищем розташоване Газганське родовище мармуру. Газганський мармур унікальний за своїми декоративними властивостями і використовувався для оформлення оперного театру в Ташкенті та станцій Московського метрополітену.